# Спалайкович, Мирослав Иванович
Миросла́в Ива́нович Спала́йкович (Сполайкович) (серб. Мирослав Спалајковић; 18 апреля 1869, Крагуевац, Княжество Сербия — 4 февраля 1951, Севр, Франция) — сербский дипломат, политик. В 1913—1919 годах — посланник Сербии в России. Именно он убедил министра иностранных дел России С. Д. Сазонова предоставить в июле 1914 года гарантии Сербии после австрийского ультиматума. Отклонение ультиматума Сербией впоследствии стало поводом для начала Первой мировой войны.

## Начало карьеры
Родился 18 апреля 1869 года в сербском городе Крагуевац в семье богатого купца. В 1887 году переехал в Париж и начал обучение в Парижском университете Сорбонна. В 1890 году становится бакалавром права, а в 1897 году, пройдя докторантуру, защищает диссертацию по теме международно-правового статуса Боснии и Герцеговины под оккупацией Австро-Венгрии. Издана диссертация была спустя 2 года.
В 1900 году поступает на дипломатическую службу в Сербию.В 1900—1904 годах работал секретарём посольства в Санкт-Петербурге, а в 1904—1906 годах — консулом в Приштине. В 1906—1907 годах занимал пост главы Консульского департамента Министерства иностранных дел, а в 1907—1911 годах — генерального секретаря сербского МИДа.
В 1911—1913 годах являлся посланником Сербии в Софии, участвовал в подписании Балканского союза. Был делегатом при подписании Бухарестского мирного договора (1913).

## Посланник в России
В 1913 году был назначен посланником Сербии в Санкт-Петербурге и находился в этой должности до 1919 года. Спалайковича также считают одним из поджигателей Первой мировой войны. После предъявления австрийского ультиматума явился в российский МИД и стал просить министра С. Д. Сазонова спасти Сербию. Россия дала гарантии помощи и сербы отвергли австрийский ультиматум, что стало поводом к началу Первой мировой войны. Позже Спалайкович гордился своим поступком, так как благодаря ему суверенитет Сербии был спасён.
Февральскую революцию сербское правительство признало, несмотря на родство Карагеоргиевичей со свергнутой династией Романовых. Это было связано с тем, что Временное правительство взяло курс на продолжение войны, которое могло обеспечить Сербии независимость. После Октябрьской революции Сербия столкнулась с проблемой — как строить отношения с большевистской Россией, поскольку сербам не хотелось терять традиционного внешнеполитического союзника. Когда большевики, нарушив дипломатический иммунитет, арестовали румынского посланника Константина Диаманди, Спалайкович активно выступил в его поддержку и вместе с другими дипломатами пошёл к Ленину требовать его освобождения.
26 февраля 1918 года, в связи с немецким наступлением на Петроград покинул Россию, намереваясь через Финляндию и Норвегию попасть в Западную Европу в обход Германии. Однако в Финляндии ему, как и другим дипломатам, было отказано перейти в нейтральную Швецию, причём как красными, так и белыми финнами. После месяца пребывания в Финляндии, вместе с другими дипломатами Антанты вынужден был вернуться в Россию и 1 апреля 1918 года приехал в Вологду, где размещался оставшийся в России дипломатический корпус во главе с американским послом Д. Фрэнсисом.
В Вологде Спалайкович находился до 26 июля 1918 года. Здесь он встречается с позднее репрессированным князем Иоанном Константиновичем и его женой, сербской княгиней Еленой Петровной. Впоследствии Спалайкович принял немало усилий для возвращения княгини Елены на родину. Также в Вологде, пользуясь свободным владением русским языком, собирал информацию, интересующую западные посольства.
Однако, поскольку ситуация для дипломатического корпуса становилась всё более неопределённой, а давление большевиков усиливалось, 26 июля 1918 года вместе с другими дипломатами Спалайкович покидает Вологду и перебирается в Архангельск. Там он становится одним из представителей Антанты, осуществлявших военный контроль над белогвардейским Временным правительством Северной области. В 1919 году отбыл из России.

## Дальнейшая дипломатическая карьера
Во вновь созданном Королевстве сербов, хорватов и словенцев 19 февраля — 15 мая 1920 года занимает пост Министра без портфеля и Исполняющего обязанности Министра иностранных дел в правительстве Стояна Протича. В том же 1920 году был избран депутатом Учредительного собрания, который в 1921 году был преобразован в постоянный парламент (скупщину). Исполнял депутатские полномочия до 1922 года. Был делегатом первых двух сессиях Ассамблеи Лиги Наций (1920 и 1921) и при подписании Лозаннского договора (1922/1923). Как приближённый короля Александра Карагеоргиевича в 1922 году был назначен посланником Королевства сербов, хорватов и словенцев в Париже и занимал эту должность вплоть до своей отставки в 1935 году. Принимал активное участие в составлении и подписании Франко-югославского договора о дружбе 1927 года, за что в ноябре 1927 года получил Орден Почётного легиона.

## Последние годы
В годы Второй мировой войны поддерживал коллаборационистский режим генерала Милана Недича и был одним из его главных идеологов. Последние годы своей жизни провёл в изгнании во Франции, где и скончался в 1951 году.

## Семья
- Отец — Йован Спалайкович (род. 1826).
- Мать — Станка Спалайкович, урождённая ? (род. 1832).
- Супруга — Драгица Йефтанович (род. 1888), дочь лидера боснийских сербов Глигория Йефтановича[серб.]
- Дети:
  - Воин (род. 1912)
  - Войка (род. 1914)
  - Мирослав (род. 1917[7])
  - Ольга (род. 1920)

## Награды
- Великий офицер Ордена Почётного легиона. За участие в подписании Франко-югославского договора о дружбе 1927 года.
- Большой крест Ордена Белого орла
- Большой крест Ордена Святого Саввы